# Gospel Music Association

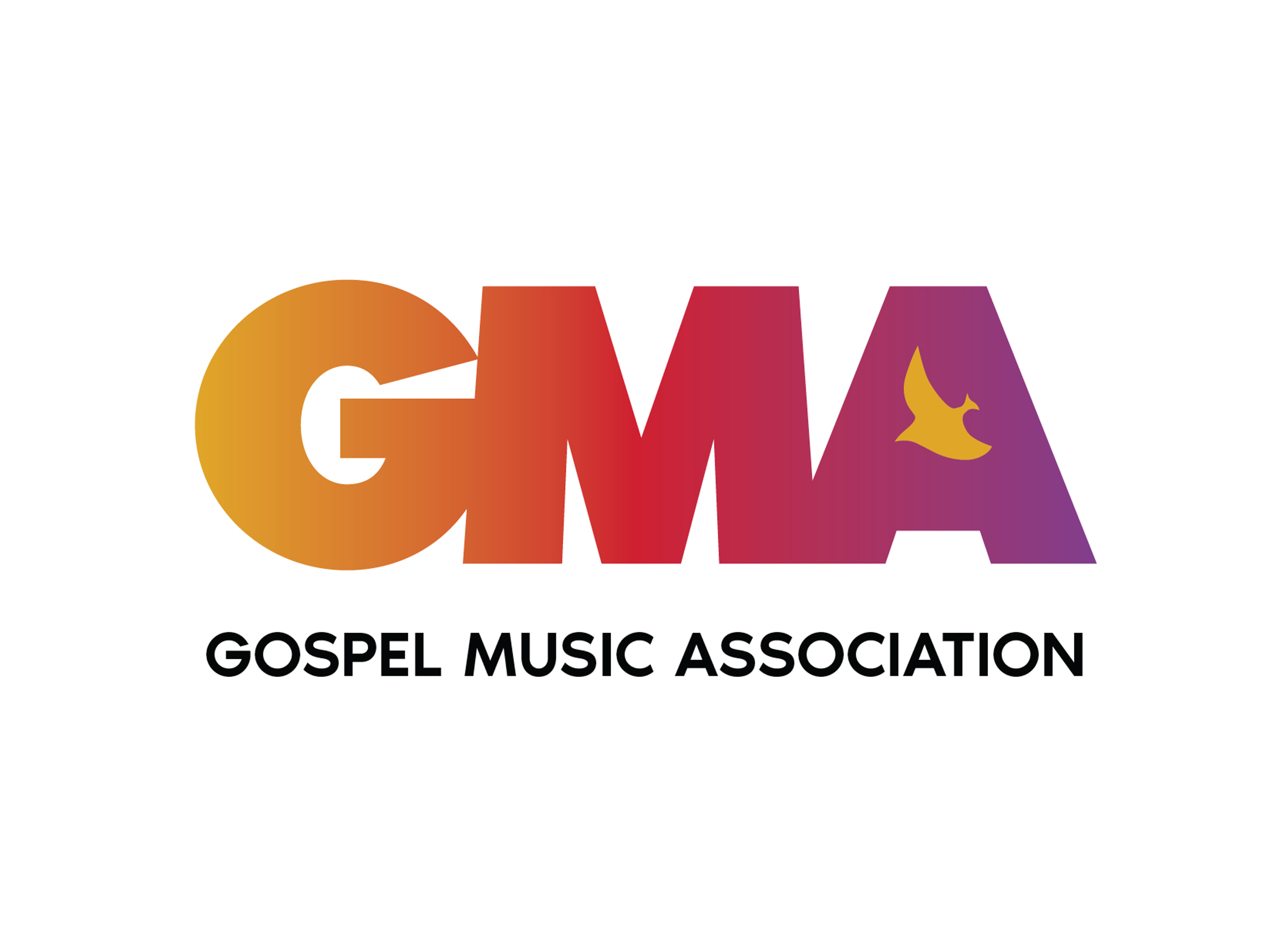
GMA logo

De Gospel Music Association (GMA) werd in 1964 in Amerika opgericht voor promotie en ontwikkeling van alle vormen van gospelmuziek, zoals pop, rock, black gospel, R&B en aanbiddingsmuziek.
GMA heeft wereldwijd zo'n 4000 leden. Elk jaar in april houdt GMA een muziekweek, waarbij seminars en concerten worden gegeven en waar artiesten elkaar kunnen ontmoeten. Aan het eind van de week worden sinds 1969 de Dove Awards uitgereikt voor bijzondere resultaten in de christelijke muziek.
In 1971 kwam GMA met de Gospel Music Hall of Fame, waarin personen worden opgenomen die hebben bijgedragen aan de verschillende vormen van gospelmuziek. Opgenomen zijn onder andere Elvis Presley, Mahalia Jackson, Keith Green en Larry Norman.